# كالبروتكتين برازي
كالبروتكتين البراز  هو قياس كيميائي حيوي للكالبروتكتين الموجود في البراز.
يشير وجود مستوى مرتفع للكالبروتكتين في البراز إلى هجرة العدلات من الدم إلى الغشاء المخاطي المعوي، والذي يحدث أثناء التهاب الأمعاء، بما في ذلك الالتهابات الناجمة عن داء الأمعاء الالتهابي.
قد يلغي هذا الاختبار، في ظل سيناريو سريري محدد، الحاجة إلى تنظير القولون الباضع، أو قحص الخلايا البيضاء الموسومة بالمواد المشعة.

## البنية والوظيفة
الكالبروتكتين هو بروتين مثنوي (dimer) بوزن 24 كيلو دالتون، يتشكل من البروتينين S100A8 وS100A9 الرابطين للكالسيوم.
يشكل هذا المعقد ما يصل إلى 60% من المحتوى البروتيني المنحل في العصارة الخلوية للعدلات.
وتظهر الدراسات في الزجاج أن الكالبروتكتين يمتلك خصائص كابحة للجراثيم وللفطور ، وتعود هذه الخصائص إلى قدرته على احتجاز المنغنيز والزنك. يمتلك الكالبروتكتين موقعي ارتباط بالمعادن الانتقالية يتشكلان في بداية مونوميرَي S100A8 وS100A9 ويبدو أن احتجاز المعادن الذي يقوم به الكالبروتكتين معتمد على الكالسيوم. المعقد المتشكل مقاوم للتخرب الأنزيمي ويمكن قياسه بسهولة في البراز.

## استخدامه كواسم بديل
| الالمجالات المرجعية للكالبروتكتين | الالمجالات المرجعية للكالبروتكتين | الالمجالات المرجعية للكالبروتكتين |
| --------------------------------- | --------------------------------- | --------------------------------- |
| عمر المريض                        | الحدود العليا                     | وحدة                              |
| 2–9 سنوات                         | 166                               | µg/g من البراز                    |
| 10–59 سنة                         | 51                                | µg/g من البراز                    |
| ≥ 60 سنة                          | 112                               | µg/g من البراز                    |

إن الأمراض الأساسية التي تسبب زيادة طرح الكالبروتكتين في البراز هي التهاب القولون الخمجي ، داء كرون، التهاب القولون التقرحي والأورام (السرطان).
أدواء الأمعاء الالتهابية "(Inflammatory bowel diseases (IBD" هي مجموعة من الحالات التي تسبب التهاباً مرضياً في جدار الأمعاء .تتدفق العدلات إلى لمعة الأمعاء كنتيجة للحدثية الالتهابية . لقد أظهر عيار الكالبروتكتين البرازي ارتباطاً قوياً بكريات الدم البيضاء الموسومة بالإنديوم 111 معتبراً بذلك المعيار الذهبي لالتهاب الأمعاء. تكون سويات الكالبروتكتين البرازي طبيعية عند المرضى ذوي متلازمة الأمعاء الهيوجة (داء الأمعاء الالتهابي) "IBS ".
رغم أنه اختبار جديد نسبياً يستخدم عيار الكالبروتكتين بشكل منتظم كمشعر لداء الأمعاء الالتهابي أثناء العلاج أو كواسم تشخيصي.
الاستطبابات النوعية لمعايرة الكالبروتكتين:
1. تمييز داء الأمعاء الالتهابي من داء الأمعاء الوظيفي وهذا يجنبنا الحاجة للاستقصاءات الغازية كتنظير القولون .
2. تقييم فعالية المعالجة لداء الأمعاء الالتهابي
3. التنبؤ بنكس أو اشتداد داء الأمعاء الالتهابي
4. يقدم اختباراً تشخيصياً بديلاً للمرضى الرهابيين من الإبر والتنظير الداخلي

## المقايسات الإيجابية الكاذبة
رغم أن الكالبروتكتين البرازي يرتبط ارتباطاً هاماً بفعالية المرض عند الأشخاص المصابين بالتهاب أمعاء مؤكد إلا أنه قد يعطي إيجابية كاذبة في بعض الحالات وأكثرها أهمية تناول مضادات الالتهاب غير الستيروئيدية والاسبرين إذ ترتبط بارتفاع هام لقيم الكالبروتكتين.